# マリウシュ・フィルステンベルク
マリウシュ・スタニスワフ・フィルステンベルク（Mariusz Stanisław Fyrstenberg, 1980年7月8日 - ）は、ポーランド・ワルシャワ出身の男子プロテニス選手。ダブルスのスペシャリストとしてよく知られ、主に同じポーランドのマルチン・マトコフスキとのダブルスのみに活動を絞っていたが2014年末でコンビを解消している。ATPツアーでシングルスの優勝はないが、ダブルスで18勝を挙げた。自己最高ランキングはシングルス317位、ダブルス6位。身長190cm、体重80kg、左利きの選手。赤土のクレーコートを最も得意にした。

## 来歴

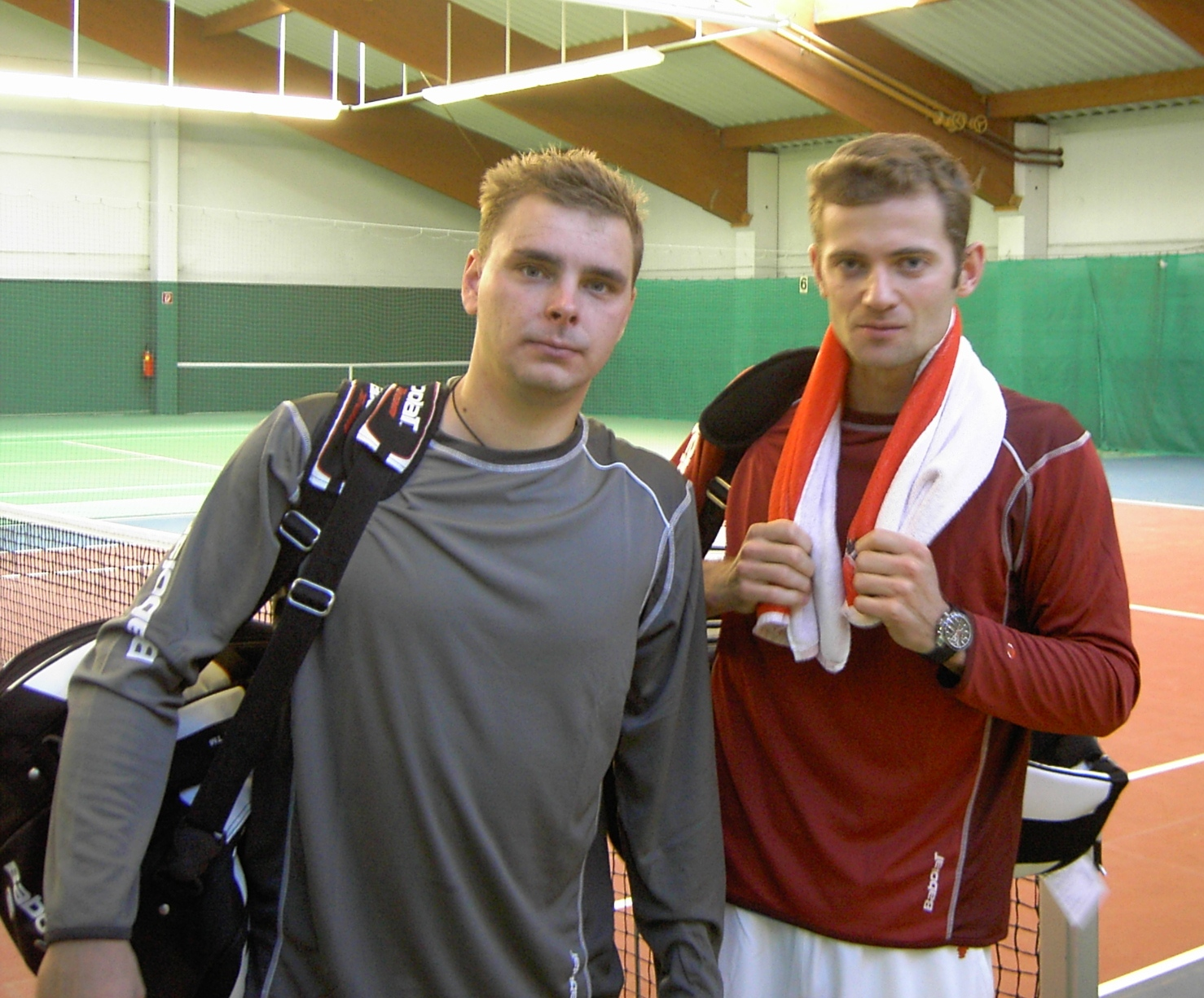
M・マトコフスキとM・フィルステンベルク

フィルステンベルクは7歳からテニスを始めたが、その2年後にポーランドの共産主義が崩壊した。1999年8月に初めてポーランド国内開催のチャレンジャー大会に参加し、最初期からダブルスの分野で才能を発揮し始める。2001年からプロテニス選手となり、直ちに男子テニス国別対抗戦・デビスカップポーランド代表選手に選ばれた。最初はいろいろな選手とのコンビネーションを試していたが、2002年夏ごろからほとんどの試合でマルチン・マトコフスキとペアを組むようになった。2003年7月の地元のオレンジ・ワルシャワ・オープンダブルスでマトコフスキと組んでツアー初優勝を果たす。2004年アテネ五輪のポーランド代表選手に選ばれたフィルステンベルクとマトコフスキは、男子ダブルス1回戦でスイスのイブ・アレグロ/ロジャー・フェデラー組に3-6, 2-6で敗退した。
フィルステンベルクとマトコフスキは、2006年全豪オープンで初めての4大大会ベスト4に進出した。準決勝でマルティン・ダム/リーンダー・パエス組に2-6, 4-6のストレートで敗れた。これで勢いづいた2人は、年間最終ランキング上位8組しか出場資格を得られない、男子ツアー年間最終戦テニス・マスターズ・カップダブルスにも初めて出場資格を得た。ポーランド人どうしのペアとしては史上初の快挙となった年間最終戦の舞台で、2人は予選ラウンド・ロビン（出場8組を2つのグループに分け、各グループの4組が総当たり戦を行う）で3戦全敗に終わった。
2007年、フィルステンベルクとマトコフスキは男子ツアー大会のダブルスで年間2勝を挙げたが、テニス・マスターズ・カップには出場できなかった。2008年は北京五輪で2度目のオリンピックに出場し、2年ぶり2度目のテニス・マスターズ・カップ出場資格も獲得して、予選ラウンド・ロビンで2勝を挙げた。こうして2人は初めてのマスターズ・カップ準決勝に進み、ブライアン兄弟に4-6, 4-6で敗れた。
2011年全米オープンで4大大会のダブルスで初めて決勝に進出した。決勝ではユルゲン・メルツァー/フィリップ・ペッシュナー組に2–6, 2–6で敗れ準優勝となった。最終戦のATPワールドツアー・ファイナルでも決勝に進出しマックス・ミルヌイ/ダニエル・ネスター組に5–7, 3–6で敗れた。
フィルステンベルクとマトコフスキのコンビは、デビスカップポーランド代表選手として同一ペアのダブルス勝利数歴代1位になった。
フィルステンベルクは普段からシングルスにはほとんど出場せず、4大大会の男子シングルスには1度も出場記録がない。ATPツアーでのシングルス通算成績は、わずか5勝9敗である。
フィルステンベルクは2017年2月のソフィア・オープンが最後の出場になり、9月に現役引退を発表した。

## ATPツアー決勝進出結果

### ダブルス: 44回 (18勝26敗)
| 結果   | No. | 決勝日         | 大会               | サーフェス        | パートナー                 | 対戦相手                                                  | スコア                       |
| ------ | --- | -------------- | ------------------ | ----------------- | -------------------------- | --------------------------------------------------------- | ---------------------------- |
| 優勝   | 1.  | 2003年7月28日  | ワルシャワ         | クレー            | マルチン・マトコフスキ     | フランティシェク・チェルマク レオシュ・フリードル         | 6–4, 6–7(7–9), 6–3           |
| 優勝   | 2.  | 2004年2月23日  | コスタ・ド・サイペ | クレー            | マルチン・マトコフスキ     | トーマス・ベーレント レオシュ・フリードル                 | 6–2, 6–2                     |
| 優勝   | 3.  | 2005年8月1日   | ワルシャワ         | クレー            | マルチン・マトコフスキ     | ルーカス・アーノルド・カー セバスティアン・プリエト       | 7–6(9–7), 6–4                |
| 準優勝 | 1.  | 2005年9月26日  | パレルモ           | クレー            | マルチン・マトコフスキ     | マルティン・ガルシア マリアノ・フッド                     | 2–6, 3–6                     |
| 準優勝 | 2.  | 2006年2月20日  | コスタ・ド・サイペ | クレー            | マルチン・マトコフスキ     | ルーカス・ドロウヒー パベル・ビズネル                     | 1–6, 6–4, [3–10]             |
| 準優勝 | 3.  | 2006年4月24日  | バルセロナ         | クレー            | マルチン・マトコフスキ     | マーク・ノールズ ダニエル・ネスター                       | 2–6, 7–6(7–4), [5–10]        |
| 準優勝 | 4.  | 2006年8月21日  | ニューヘイブン     | ハード            | マルチン・マトコフスキ     | ジョナサン・エルリック アンディ・ラム                     | 3–6, 3–6                     |
| 優勝   | 4.  | 2006年9月17日  | ブカレスト         | クレー            | マルチン・マトコフスキ     | マルティン・ガルシア ルイス・オルナ                       | 6–7(5–7), 7–6(7–5), [10–8]   |
| 準優勝 | 5.  | 2006年10月1日  | パレルモ           | クレー            | マルチン・マトコフスキ     | マルティン・ガルシア ルイス・オルナ                       | 6–7(1–7), 6–7(2–7)           |
| 準優勝 | 6.  | 2006年10月24日 | バーゼル           | カーペット (室内) | マルチン・マトコフスキ     | マーク・ノールズ ダニエル・ネスター                       | 6–4, 4–6, [8–10]             |
| 優勝   | 5.  | 2007年7月30日  | ワルシャワ         | クレー            | マルチン・マトコフスキ     | マルティン・ガルシア セバスティアン・プリエト             | 6–1, 6–1                     |
| 準優勝 | 7.  | 2007年8月19日  | ニューヘイブン     | ハード            | マルチン・マトコフスキ     | マヘシュ・ブパシ ネナド・ジモニッチ                       | 3–6, 3–6                     |
| 準優勝 | 8.  | 2007年10月1日  | メス               | ハード (室内)     | マルチン・マトコフスキ     | アルノー・クレマン ミカエル・ロドラ                       | 1–6, 4–6                     |
| 優勝   | 6.  | 2007年10月7日  | ウィーン           | ハード (室内)     | マルチン・マトコフスキ     | クリストファー・カス トーマス・ベーレント                 | 6–4, 6–2                     |
| 準優勝 | 9.  | 2007年10月15日 | マドリード         | ハード (室内)     | マルチン・マトコフスキ     | ボブ・ブライアン マイク・ブライアン                       | 3–6, 6–7(4–7)                |
| 準優勝 | 10. | 2008年4月28日  | バルセロナ         | クレー            | マルチン・マトコフスキ     | ボブ・ブライアン マイク・ブライアン                       | 3–6, 2–6                     |
| 優勝   | 7.  | 2008年6月9日   | ワルシャワ         | クレー            | マルチン・マトコフスキ     | ニコライ・ダビデンコ ユーリ・シュキン                     | 6–0, 3–6, [10–4]             |
| 準優勝 | 11. | 2008年9月8日   | ブカレスト         | クレー            | マルチン・マトコフスキ     | ニコラ・ドビルデ ポール＝アンリ・マチュー                 | 6–7(4–7), 7–6(11–9), [20–22] |
| 準優勝 | 12. | 2008年9月29日  | メス               | ハード (室内)     | マルチン・マトコフスキ     | アルノー・クレマン ミカエル・ロドラ                       | 7–5, 3–6, [8–10]             |
| 優勝   | 8.  | 2008年10月12日 | マドリード         | ハード (室内)     | マルチン・マトコフスキ     | マヘシュ・ブパシ マーク・ノールズ                         | 6–4, 6–2                     |
| 優勝   | 9.  | 2009年6月19日  | イーストボーン     | 芝                | マルチン・マトコフスキ     | トラビス・パロット                                        | 6–4, 6–4                     |
| 準優勝 | 13. | 2009年8月9日   | ワシントンD.C.     | ハード            | マルチン・マトコフスキ     | マルティン・ダム ロベルト・リンドステット                 | 5–7, 6–7(3–7)                |
| 優勝   | 10. | 2009年9月28日  | クアラルンプール   | ハード            | マルチン・マトコフスキ     | イーゴリ・クニツィン ヤロスラフ・レビンスキー             | 6–2, 6–1                     |
| 準優勝 | 14. | 2009年10月12日 | 上海               | ハード            | マルチン・マトコフスキ     | ジュリアン・ベネトー ジョー＝ウィルフリード・ツォンガ     | 2–6, 4–6                     |
| 優勝   | 11. | 2010年6月18日  | イーストボーン     | 芝                | マルチン・マトコフスキ     | コリン・フレミング ケン・スクプスキ                       | 6–3, 5–7, [10–8]             |
| 準優勝 | 15. | 2010年10月3日  | クアラルンプール   | ハード            | マルチン・マトコフスキ     | フランティシェク・チェルマク ミハル・メルティナク         | 6–7(3–7), 6–7(5–7)           |
| 準優勝 | 16. | 2010年10月10日 | 北京               | ハード            | マルチン・マトコフスキ     | ボブ・ブライアン マイク・ブライアン                       | 1–6, 6–7(5–7)                |
| 準優勝 | 17. | 2010年10月17日 | 上海               | ハード            | マルチン・マトコフスキ     | ユルゲン・メルツァー リーンダー・パエス                   | 5–7, 6–4, [5–10]             |
| 準優勝 | 18. | 2010年10月31日 | ウィーン           | ハード (室内)     | マルチン・マトコフスキ     | ダニエル・ネスター ネナド・ジモニッチ                     | 5–7, 6–3, [5–10]             |
| 準優勝 | 19. | 2011年9月10日  | 全米オープン       | ハード            | マルチン・マトコフスキ     | ユルゲン・メルツァー フィリップ・ペッシュナー             | 2–6, 2–6                     |
| 準優勝 | 20. | 2011年11月27日 | ロンドン           | ハード (室内)     | マルチン・マトコフスキ     | マックス・ミルヌイ ダニエル・ネスター                     | 5–7, 3–6                     |
| 準優勝 | 21. | 2012年3月3日   | ドバイ             | ハード            | マルチン・マトコフスキ     | マヘシュ・ブパシ ロハン・ボパンナ                         | 4–6, 6–3, [5–10]             |
| 優勝   | 12. | 2012年4月29日  | バルセロナ         | クレー            | マルチン・マトコフスキ     | マルセル・グラノリェルス マルク・ロペス                   | 2–6, 7–6(9–7), [10–8]        |
| 優勝   | 13. | 2012年5月14日  | マドリード         | クレー            | マルチン・マトコフスキ     | ロベルト・リンドステット ホリア・テカウ                   | 6–3, 6–4                     |
| 準優勝 | 22. | 2013年3月30日  | マイアミ           | ハード            | マルチン・マトコフスキ     | アイサム＝ウル＝ハク・クレシ ジャン＝ジュリアン・ロイヤー | 4–6, 1–6                     |
| 優勝   | 14. | 2013年7月21日  | ハンブルク         | クレー            | マルチン・マトコフスキ     | アレクサンダー・ペヤ ブルーノ・ソアレス                   | 3–6, 6–1, [10–8]             |
| 優勝   | 15. | 2014年1月5日   | ブリスベン         | ハード            | ダニエル・ネスター         | フアン・セバスティアン・カバル ロベルト・ファラ           | 6–7(4-7), 6–4, [10–7]        |
| 準優勝 | 23. | 2014年4月27日  | ブカレスト         | クレー            | マルチン・マトコフスキ     | ジャン＝ジュリアン・ロイヤー ホリア・テカウ               | 4–6, 4–6                     |
| 優勝   | 16. | 2014年9月21日  | メス               | ハード (室内)     | マルチン・マトコフスキ     | マリン・ドラガニャ ヘンリ・コンティネン                   | 6–7(3), 6–3, [10–8]          |
| 優勝   | 17. | 2014年2月23日  | メンフィス         | ハード (室内)     | サンティアゴ・ゴンサレス   | アルテム・シタック ドナルド・ヤング                       | 5–7, 7–6(1), [10–8]          |
| 準優勝 | 24. | 2015年2月28日  | アカプルコ         | ハード            | サンティアゴ・ゴンサレス   | イワン・ドディグ マルセロ・メロ                           | 6–7(2), 7–5, [3–10]          |
| 準優勝 | 25. | 2015年7月25日  | ウマグ             | クレー            | サンティアゴ・ゴンサレス   | マキシモ・ゴンサレス アンドレ・サ                         | 6–4, 3–6, [5–10]             |
| 優勝   | 18. | 2016年2月14日  | メンフィス         | ハード (室内)     | サンティアゴ・ゴンサレス   | スティーブ・ジョンソン サム・クエリー                     | 6–4, 6–4                     |
| 準優勝 | 26. | 2016年10月1日  | 成都               | ハード            | パブロ・カレーニョ・ブスタ | レイベン・クラーセン ラジーブ・ラム                       | 6–7(2), 5–7                  |